# Ewuaré II
Ewuare II, né le 20 octobre 1953, est couronné Oba du Bénin le 20 octobre 2016. Il est le 39e Oba, un titre créé pour le chef de l'État (empereur) du Royaume du Bénin entre l'an 1180 et 1300.

## Éducation
Eheneden Erediauwa, comme on l'appelait avant de devenir Oba du Bénin, fréquente l'Edo College de 1965 à 1967 et le Collège de l'Immaculée Conception de 1968 à 1970. Il obtient un « A-level Certificate » au South Thames College de Londres. Il est titulaire d'un diplôme en économie de l'Université du pays de Galles, au Royaume-Uni, et d'une maîtrise en administration publique de l'Université Rutgers Graduate School, New Jersey, États-Unis.

## Carrière
Il a travaillé aux Nations Unies entre 1981 et 1982. Il a également été ambassadeur du Nigeria en Angola ainsi qu'en Suède, avec une accréditation auprès de la Norvège, du Danemark et de la République de Finlande. Il a également été ambassadeur du Nigéria en Italie,.

## Règne

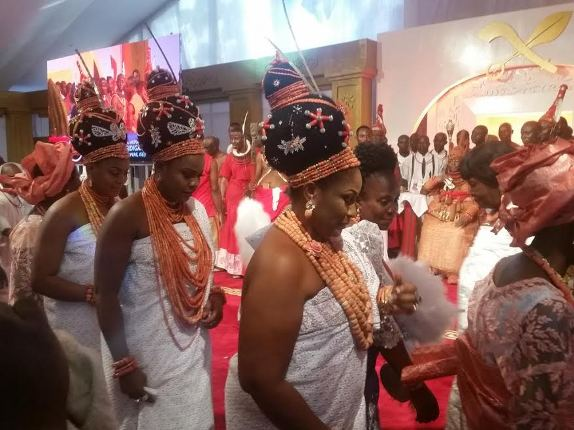
Les épouses de l'Oba, lors de son sacre en 2016.

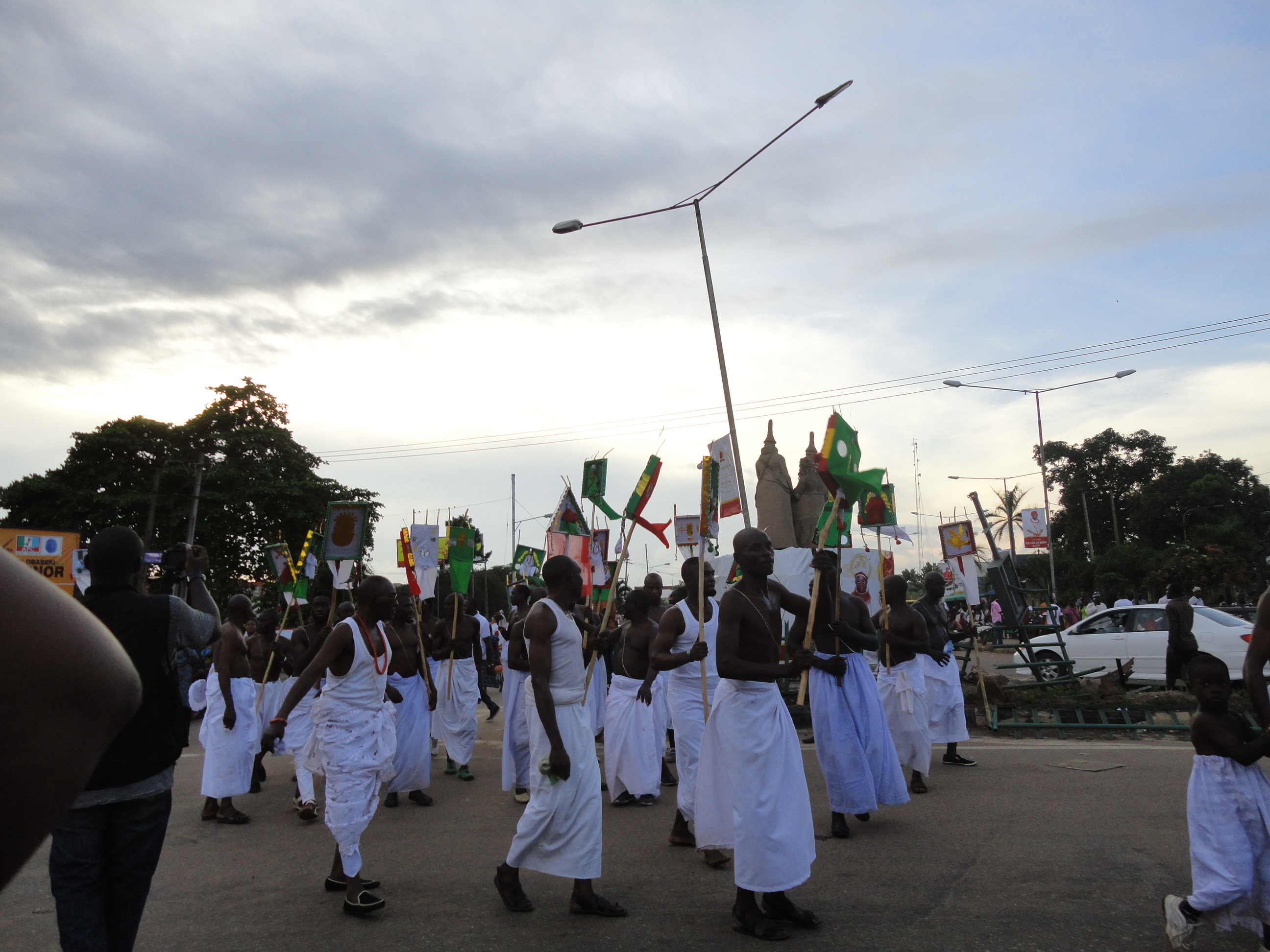
Procession des grands prêtres lors du couronnement en 2016

Ewuare II a choisi son nom en hommage à Ewuare I, Oba au XVe siècle. Depuis son ascension au trône, Ewuare II travaille en étroite collaboration avec Godwin Obaseki, l'actuel gouverneur de l'État d'Edo.
Comme beaucoup de ses prédécesseurs, il commence son règne en exigeant que les bronzes béninois d'importance spirituelle et historique qui ont été volés en 1897 par l'Empire britannique soient restitués à son peuple.
En octobre 2017, il célèbre son premier anniversaire sur le trône, avec une grande participation de la population locale ainsi que de plusieurs fonctionnaires, politiciens et visiteurs d'autres régions du Nigeria telles que Lagos, Calabar et Jos.
Le Conseil du Sultanat de Sokoto et la famille royale d'Ile-Ife ont également envoyé des représentants pour participer aux célébrations.
En 2018, Ewuare II lance une malédiction contre tout prêtre juju impliqué dans la traite des êtres humains dans son domaine, et il révoque publiquement toutes les malédictions utilisées par les prêtres pour manipuler les victimes de la traite. Un analyste rapporte que « ce que l'Oba a fait est susceptible d'être plus efficace que tout ce que la communauté internationale et la lutte contre la traite a réussi à faire avec des millions de dollars et de nombreuses années ».
Lors de la campagne électorale pour le poste de gouverneur de l'État d'Edo en 2020, l'Oba a encouragé tous les acteurs politiques à se comporter pacifiquement, un acte qui lui a valu les éloges de groupes tels que l'Edo Equity Forum (EEF) et l'Allied Peoples Movement (APM).
En 2021, l'Université d'Aberdeen approuve le rapatriement de l'un des bronzes du Bénin, qui a été remis à une délégation comprenant des représentants d'Ewuare II le 28 octobre 2021. Il l'a reçu, ainsi qu'un coq en bronze rendu par le Jesus College de Cambridge, lors d'une cérémonie au palais royal de Benin City (Nigéria) le 19 février 2022.

## Vie privée
Au moment où il est couronné Oba, Ewuare est marié à la reine Iroghama (Obazuaye N'erie), la princesse Iyayiota (Obazuwa N'erie) et la princesse Ikpakpa (Ohe N'erie). Plus tard, il épouse quelques femmes supplémentaires.